# Syrphophagus flavicornis
Syrphophagus flavicornis är en stekelart som först beskrevs av Mercet 1921.  Syrphophagus flavicornis ingår i släktet Syrphophagus och familjen sköldlussteklar. Inga underarter finns listade i Catalogue of Life.